# Noordwest-Iberische hagedis
De Noordwest-Iberische hagedis of Noordwest-Iberische muurhagedis (Podarcis bocagei) is een hagedis uit de familie echte hagedissen (Lacertidae).

## Naam en indeling
De wetenschappelijke naam van de soort werd voor het eerst voorgesteld door Victor López Seoane y Pardo-Montenegro in 1885. Oorspronkelijk werd de naam Lacerta muralis var. bocagei gebruikt. Er worden drie ondersoorten erkend. Tot 1993 werd deze hagedis als ondersoort van de muurhagedis (Podarcis muralis) gezien. Er is overigens ook een Zuidwest-Iberische (muur)hagedis (Podarcis carbonelli).
De soortaanduiding bocagei is een eerbetoon aan de Portugese natuuronderzoeker José Vicente Barboza du Bocage (1823 - 1907).

## Uiterlijke kenmerken
De Noordwest-Iberische hagedis lijkt uiterlijk sterk op de Spaanse muurhagedis (Podarcis hispanica), het lichaam is echter forser en minder afgeplat. De mannetjes hebben een groenige rug, in de paartijd feller groen, en een bruine flank met geel-oranje buik, en twee groengele strepen aan weerszijden van de rug. Het vrouwtje is meestal egaal bruin met ook twee rugstrepen, maar deze zijn smaller en geel-bruin. De volwassen hagedis meet ongeveer 6,5 cm van neus tot cloaca, en maximaal 20 cm totale lengte; de staart beslaat twee derde van het lichaam.

## Verspreiding en habitat
De hagedis komt voor in het noorden en westen van het Iberisch Schiereiland, in het noordwesten van Spanje en in Portugal, ten noorden van de rivier de Douro.
De Noordwest-Iberische hagedis is een klimmende soort die leeft op rotsen en muren. De hagedis is aangetroffen van zeeniveau tot op een hoogte van 1900 meter boven zeeniveau.

## Levenswijze
De Noordwest-Iberische is overdag actief en neemt graag een zonnebad waardoor het dier veel sneller wordt. Het voedsel bestaat uit insecten en andere ongewervelden. De vrouwtjes zetten twee tot vier keer per jaar eieren af. Het legsel bestaat uit twee tot negen eieren.

## Beschermingsstatus
Door de internationale natuurbeschermingsorganisatie IUCN is de beschermingsstatus 'veilig' toegewezen (Least Concern of LC).

### Afbeeldingen

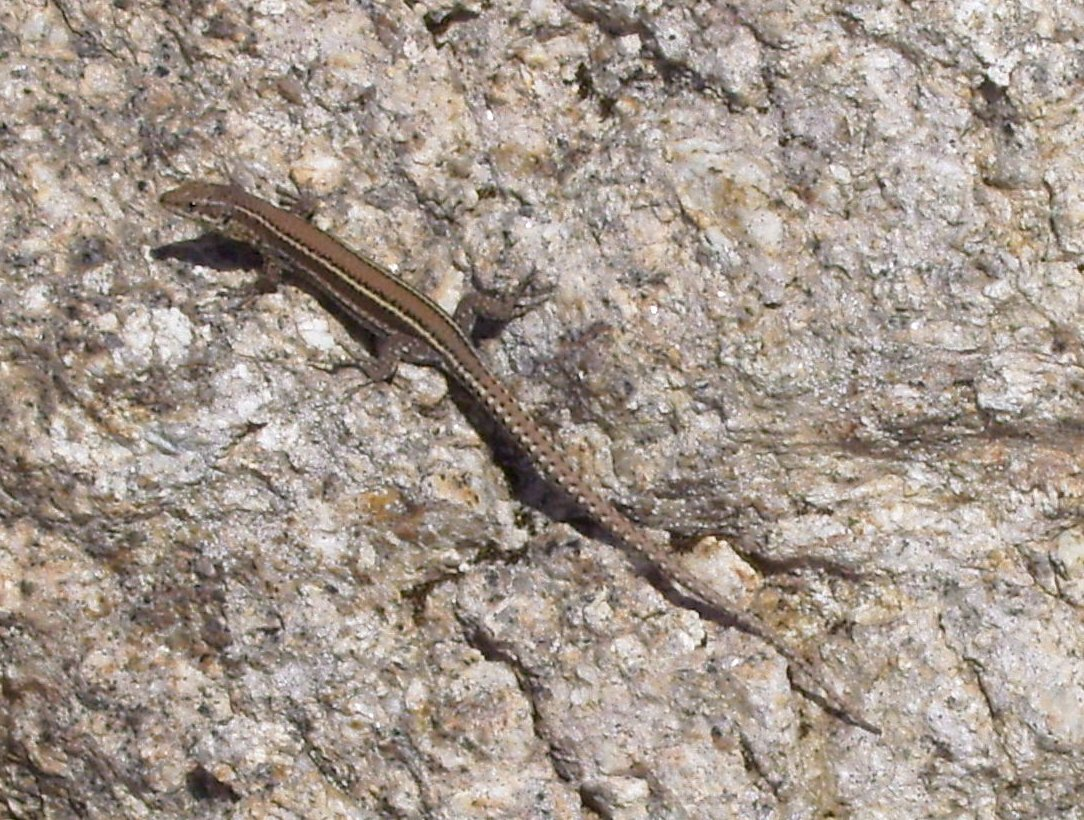
Vrouwtje
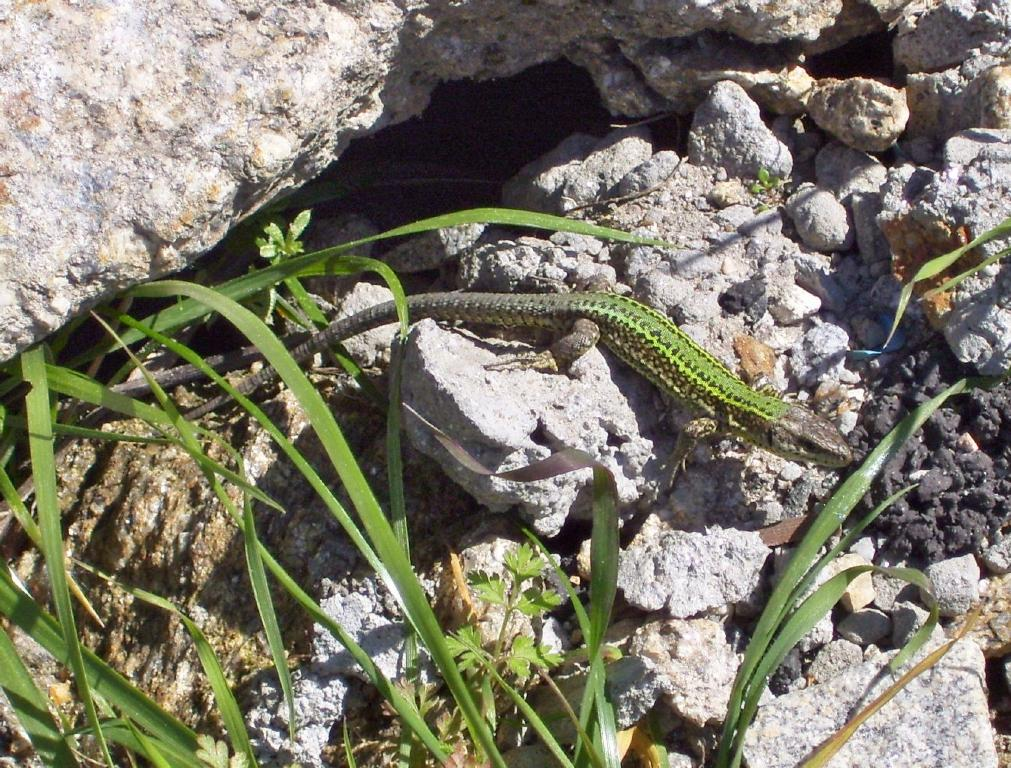
Mannetje